# Tarsonops irataylori
Tarsonops irataylori  (лат.) — вид мелких пауков рода Tarsonops из семейства Caponiidae. Центральная Америка: Белиз.

## Описание
Мелкие аранеоморфные пауки, длина около 5 мм. Головогрудь, хелицеры и ноги оранжево-красные, брюшко сверху серовато-коричневое. Длина карапакса 1,56 мм (ширина — 1,4 мм), длина стернума — 1.12 мм (ширина — 1,0 мм). Карапакс с редкими тонкими щетинками. Высота клипеуса примерно в 1,5 раза больше диаметра глаза. Длина лабиума 0,24 мм (ширина — 0,34 мм). Внешний коготок лапок первой пары несёт 5 зубчиков. Метатарзус первой пары с 4 трихоботриями.
Имеют только 2 глаза, оба крупные, сближенные друг к другу (расстояние между ними равно их радиусу). Передняя лапка единая, не разделена швом на два субсегмента.
Вид Tarsonops irataylori был впервые описан в 2013 году американскими зоологами Джейсоном Бондом (Jason E. Bond; Department of Biological Sciences and Auburn University Museum of Natural History, Обернский университет,
Оберн (Алабама)) и Стивеном Тейлором (Steven J. Taylor; Illinois Natural History Survey, Иллинойсский университет в Урбане-Шампейне, Шампейн, Иллинойс, США)
и назван в честь эколога Айры Тейлор (Mr. Ira W. Taylor) за заслуги в изучении наземных экосистем.
Таксон Tarsonops irataylori включён в состав рода Tarsonops Chamberlin, 1924 (вместе с T. sectipes, T. sternalis, T. clavis и T. systematicus). T. irataylori отличается от всех известных видов Tarsonops отсутствием вентрального полупрозрачного киля на переднем метатарзусе и сильно редуцированной полупрозрачной мембраной между метатарзусом и лапкой передней пары ног. Этот признак также отсутствует в родах Nopsides и Nyetnops, что предполагает возможное выделение этого вида в отдельный род.